# استات روی
استات روی (به انگلیسی: Zinc acetate) با فرمول شیمیایی C4H10O6Zn (dihydrate) یک ترکیب شیمیایی با شناسه پاب‌کم 11192 است. که جرم مولی آن 219.50 g/mol (dihydrate)183.48 g/mol (anhydrous) می‌باشد. شکل ظاهری این ترکیب، جامد سفید است.